# Glòria Cot
Glòria Cot   (Reus, 1965) és una artista, crítica d'art i professora catalana.

## Trajectòria
Graduada en Arts Aplicades i Oficis Artístics. Pintura Mural (1993) a l'Escola de la Llotja, de Barcelona. Llicenciada en Belles Arts per la Universitat de Barcelona (1993). Doctorat; Educació de les Arts Visuals (1994-96), Universitat de Barcelona. Màster en Gestió i Dret Local (2005) un màster en Arqueologia Clàssica (2007). Durant el curs 1991-92 va obtenir una beca Erasmus a l'École Nationale Supérieure des Beaux Arts (París), on va tenir com a professors Christian Boltanski i Peter Halley. Paral·lelament a la seva activitat com a artista visual, Cot té una extensa trajectòria com a crítica d'art en revistes i diaris del país, que va des del 1986 fins al 2012, a més dels texts per a catàlegs. Com a docent ha treballat a les escoles d'art de Reus i Olot. Actualment, és professora titular de Dibuix Artístic i Color a l'EASD Llotja (Barcelona).
Inicia la seva activitat professional com a creadora el 1987. Participa en diverses mostres col·lectives. Entre els anys 1988 i 1990 fa les seves primeres mostres individuals a la Sala Lola Anglada de Barcelona. L'any 1995 inaugura a l'Escola Taller d'Art de Reus la mostra “No situar-se ni per atzar entre l'espasa i la paret”. Dos anys després rep el premi Beca Arts Plàstiques, de l'Ajuntament de Reus.
L'obra de l'artista s'ha d'entendre com un treball al límit, com un resultat d'un procés de recerca. És una obra hermètica que exigeix de l'espectador un procés similar al de l'artista en la seva creació.
Una obra molt important en la seva trajectòria ha estat “Palimpsest”, un treball integrat per quatre intervencions fetes a les biblioteques del Centre Georges Pompidou (París. 1992), de Catalunya (Barcelona, 1993), Casanatense (Roma, 1997) i Nacional de Lisboa, 1999), una espècie de joc artístic conceptual que va crear una sèrie de dibuixos geomètrics acompanyats de paraules, encants en els mateixos llibres dels quals havia tret mots.
El 2001 presenta “Nunc” a la Sala de Reus, que, tal com assenyala Albert Macaya, constitueix una nova reflexió sobre el temps. Aquest mateix any, presenta “Taxidèrmies”, a l'antic Ajuntament de Tarragona. El 2003 presenta a la Capella de Sant Roc, de valls, l'exposició “Indicible”. El 2004, presenta “U” al Museu d'Art Modern de Tarragona. La darrera de les mostres és “Témenos”, presentat a la Galeria Antoni Pinyol de Reus el 2007.